# Deutsche Meisterschaften im Rennrodeln 2012
Die Deutschen Meisterschaften im Rennrodeln 2012 fanden am 29. Dezember 2011 auf der Rennschlitten- und Bobbahn im sächsischen Altenberg statt.
Aufgrund des engen Weltcup-Terminkalenders der Saison 2011/12 wurden die Wettkämpfe zwischen den Weltcupstationen in Calgary (16.–17. Dezember 2011) und am Königssee (5.–6. Januar 2012) ausgetragen. Die Titel gingen an Tatjana Hüfner im Einsitzer der Frauen, Felix Loch im Einsitzer der Männer und Tobias Wendl/Tobias Arlt im Doppelsitzer. Den Staffelwettbewerb gewann das bayerische Team um Natalie Geisenberger, Felix Loch und Tobias Wendl/Tobias Arlt.
Die Austragung der deutschen Meisterschaften fungierte als Testlauf für die im Februar 2012 stattfindenden Rennrodel-Weltmeisterschaften im Altenberger Kohlgrund. Die Veranstaltung diente zudem als Abschiedsrennen von Jan Eichhorn, der im Anschluss seine aktive Karriere beendete und später eine Laufbahn als Trainer am Oberhofer Bundesstützpunkt des Bob- und Schlittenverbands für Deutschland einschlug.

## Ergebnisse

### Einsitzer der Frauen
| Platz | Sportlerin           | Verein                        | Laufzeiten        | Zeit         |
| ----- | -------------------- | ----------------------------- | ----------------- | ------------ |
| 1     | Tatjana Hüfner       | BRC 05 Friedrichroda          | 52,997 s 52,781 s | 1:45,778 min |
| 2     | Carina Schwab        | RC Berchtesgaden              | 53,270 s 53,117 s | +0,609 s     |
| 3     | Dajana Eitberger     | RC Ilmenau                    | 53,252 s 53,226 s | +0,700 s     |
| 4     | Natalie Geisenberger | ASV Miesbach                  | 53,748 s 52,753 s | +0,723 s     |
| 5     | Anke Wischnewski     | WSV Erzgebirge Oberwiesenthal | 53,318 s 53,237 s | +0,777 s     |
| 6     | Corinna Martini      | BSC Winterberg                | 53,346 s 53,239 s | +0,807 s     |
| 7     | Aileen Frisch        | SSV Altenberg                 | 53,370 s 53,249 s | +0,841 s     |
| 8     | Katrin Rudolph       | BSC Winterberg                | 53,432 s 53,587 s | +1,241 s     |
| 9     | Anne Pietrasik       | SSV Altenberg                 | 53,335 s 53,889 s | +1,446 s     |
| 10    | Luzie Löscher        | ESV Lok Zwickau               | 53,632 s 51,676 s | +1,552 s     |
| 11    | Julia Taubitz        | WSC Erzgebirge Oberwiesenthal | 53,924 s 53,950 s | +2,318 s     |
| 12    | Saskia Langer        | ESV Lok Zwickau               | 54,323 s 54,108 s | +2,653 s     |
| 13    | Angelique Fleischer  | SSV Altenberg                 | 55,199 s 53,767 s | +3,188 s     |
| 14    | Nathalie Burkhardt   | BRC 05 Friedrichroda          | 55,170 s 53,950 s | +3,342 s     |
| DNF   | Lisa Liebert         | SSC Altenberg                 | 53,332 s DNF      |              |

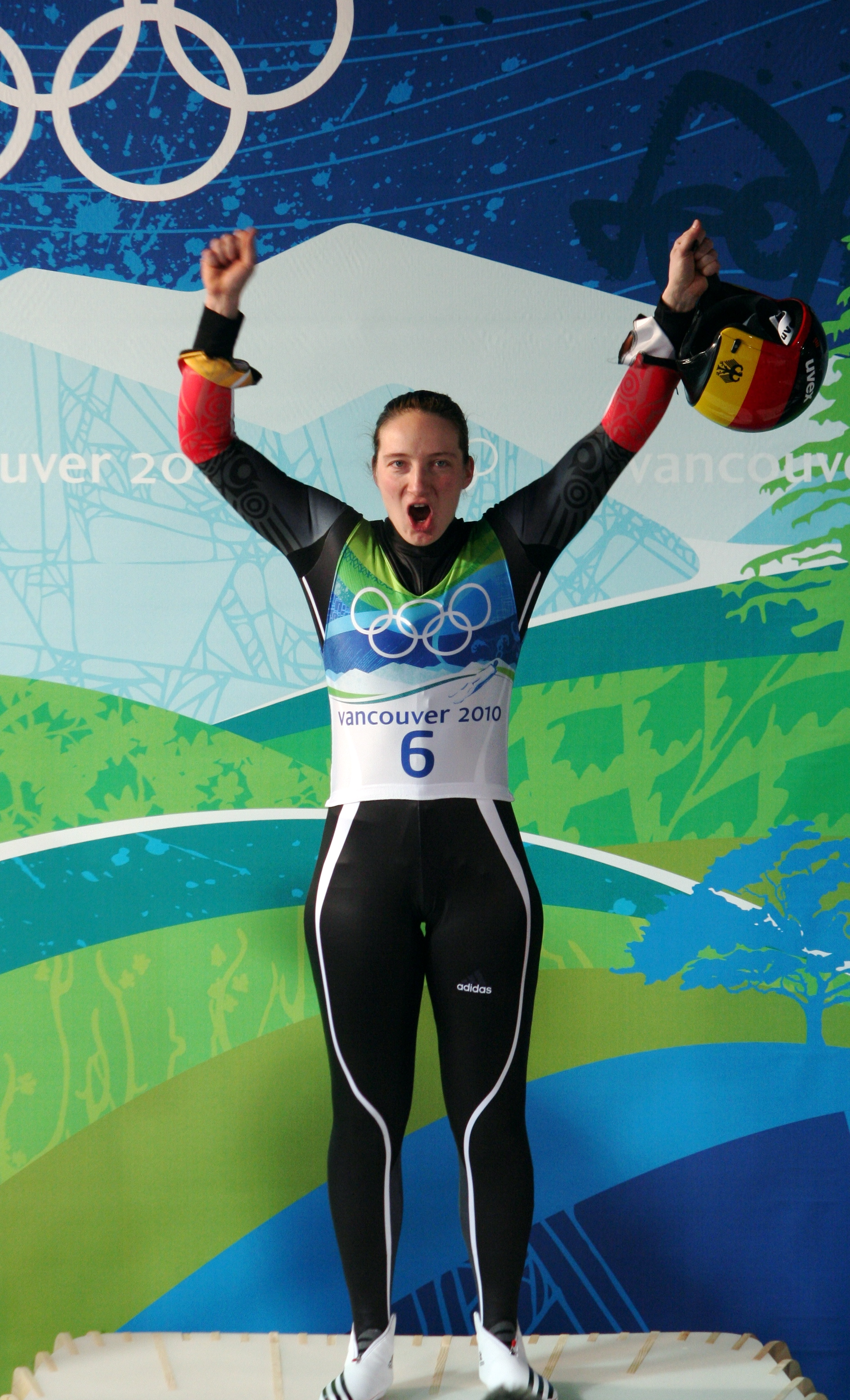
Tatjana Hüfner, Deutsche Meisterin

Den deutschen Meistertitel sicherte sich die Gesamtweltcupführende und Gesamtweltcupsiegerin der Saison 2010/11, Tatjana Hüfner, vor den B-Kader-Athletinnen Carina Schwab und Dajana Eitberger. Natalie Geisenberger, die Nummer 2 der deutschen Rennrodelnationalmannschaft, wurde nach einem schweren Fahrfehler im unteren Teil der Bahn während des ersten Laufes – nachdem sie auf Rang 11 lag – trotz Bestzeit im zweiten Lauf nur Vierte, vor Titelverteidigerin Anke Wischnewski und Corinna Martini. Die Nachwuchsfahrerinnen Aileen Frisch, Katrin Rudolph, Anne Pietrasik und Luzie Löscher folgten auf den Plätzen 7 bis 10. Die erst 15-jährige Julia Taubitz wurde bei ihren ersten deutschen Meisterschaften der Elite auf ihrer Heimbahn Elfte und ließ Saskia Langer, Angelique Fleischer, Nathalie Burkhardt hinter sich. Lisa Liebert, die nach dem ersten Lauf noch auf Rang 5 lag, stürzte im unteren Bahnabschnitt während des zweiten Laufes und erreichte das Ziel nicht mehr.

### Einsitzer der Männer
| Platz | Sportlerin            | Verein                        | Laufzeiten        | Zeit         |
| ----- | --------------------- | ----------------------------- | ----------------- | ------------ |
| 1     | Felix Loch            | RC Berchtesgaden              | 53,961 s 54,282 s | 1:48,243 min |
| 2     | Jan Eichhorn          | RC Ilmenau                    | 54,370 s 54,150 s | +0,277 s     |
| 3     | David Möller          | RRV Sonneberg                 | 54,303 s 54,280 s | +0,340 s     |
| 4     | Andi Langenhan        | RRC Zella-Mehlis              | 54,318 s 54,404 s | +0,479 s     |
| 5     | Ralf Palik            | WSC Erzgebirge Oberwiesenthal | 54,518 s 54,357 s | +0,632 s     |
| 6     | Julian von Schleinitz | WSV Königssee                 | 54,678 s 54,699 s | +1,134 s     |
| 7     | Christian Paffe       | BRC Hallenberg                | 55,295 s 55,205 s | +2,257 s     |
| 8     | Chris Eißler          | ESV Lok Zwickau               | 55,238 s 55,457 s | +2,452 s     |
| 9     | Paul Boike            | BRC 05 Friedrichroda          | 55,633 s 55,756 s | +3,146 s     |
| 10    | Carlos Kasper         | WSC Erzgebirge Oberwiesenthal | 57,899 s 56,464 s | +6,120 s     |
| DNS   | Robert Fischer        | RC Ilmenau                    |                   |              |
| DNS   | Johannes Ludwig       | BSR Rennsteig Oberhof         |                   |              |

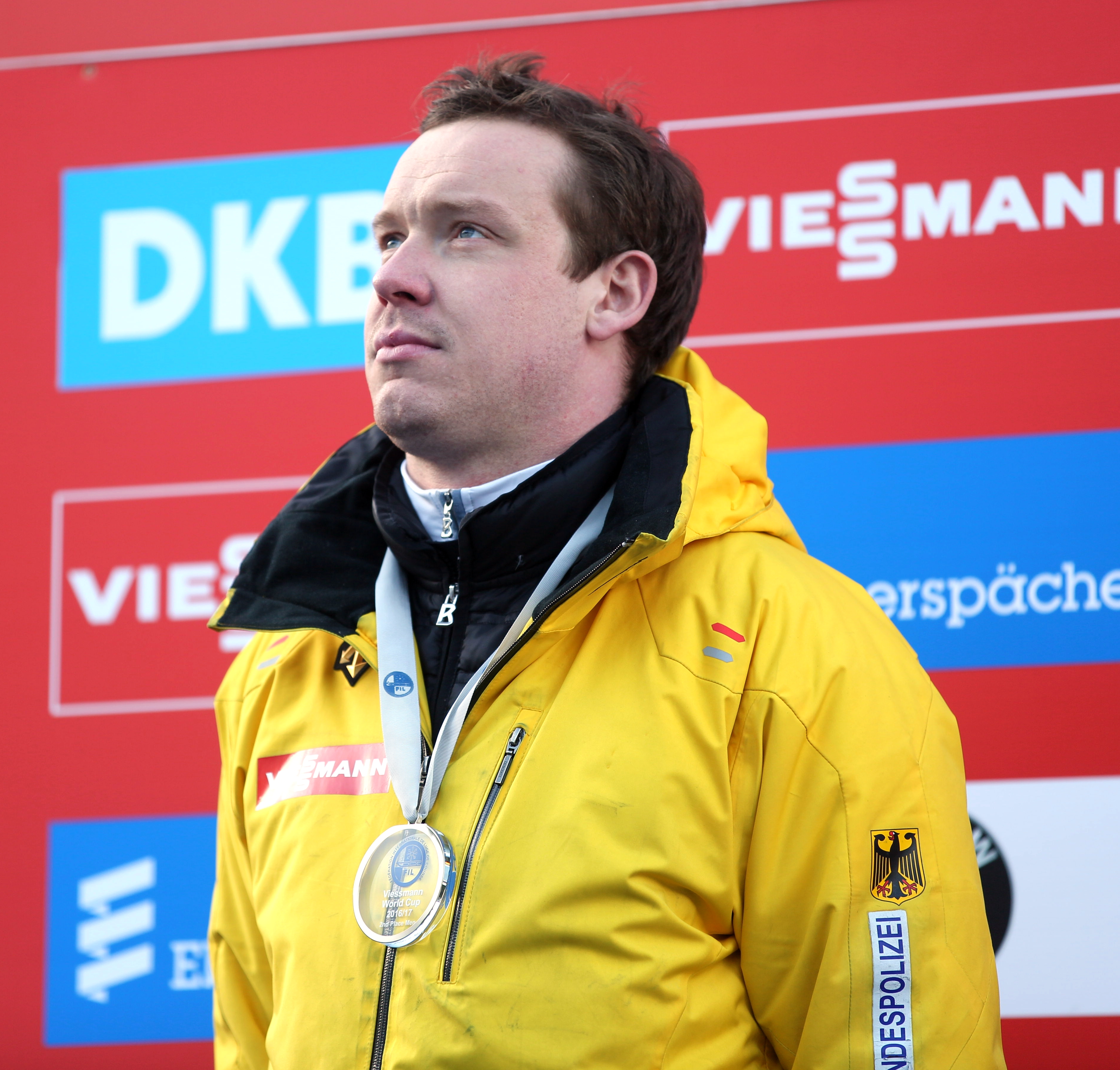
Felix Loch, Deutscher Meister

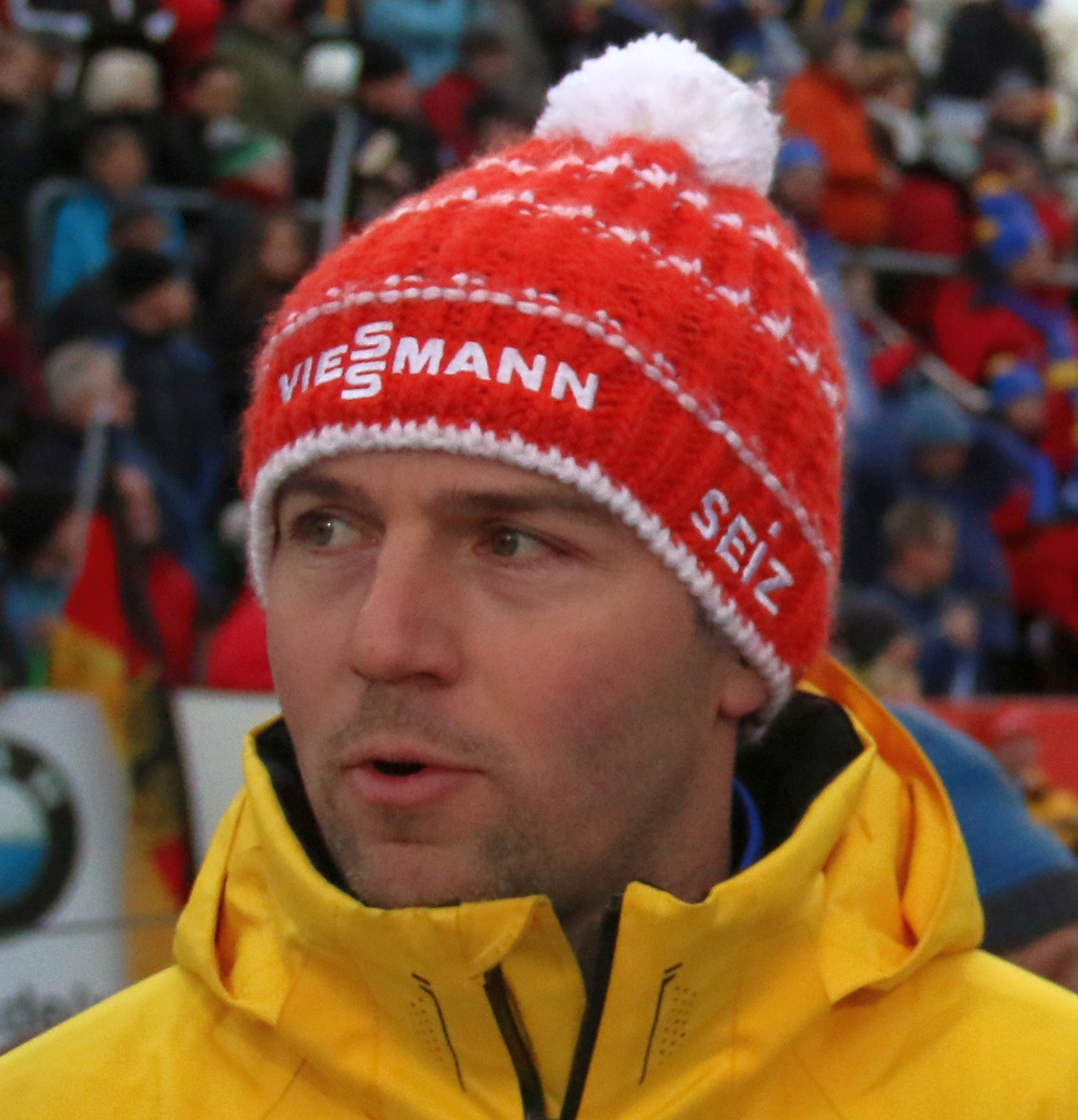
Jan Eichhorn, Deutscher Vizemeister, beendete nach dem Rennen seine Karriere.

Der Weltcupführende Felix Loch sicherte sich mit einem Vorsprung von fast 3 Zehnteln erneut den deutschen Meistertitel. Vizemeister wurde Titelverteidiger Jan Eichhorn, der im zweiten Lauf Bestzeit fuhr und nach dem Rennen seine aktive Laufbahn beendete. Dritte wurde David Möller, vor Andi Langenhan – der den Bronzerang mit einem schwächeren zweiten Lauf noch vergab. Ralf Palik, Julian von Schleinitz, Chris Eißler, Paul Boike und Carlos Kasper folgten auf den Rängen 5 bis 10. Kasper hatte als Zehnter einen Rückstand von mehr als 6 Sekunden. Robert Fischer und Johannes Ludwig waren gemeldet, traten jedoch beide nicht zum Rennen an.

### Doppelsitzer
| Platz | Sportlerin                      | Verein                                      | Laufzeiten        | Zeit         |
| ----- | ------------------------------- | ------------------------------------------- | ----------------- | ------------ |
| 1     | Tobias Wendl/Tobias Arlt        | RC Berchtesgaden/WSV Königssee              | 41,816 s 41,720 s | 1:23,536 min |
| 2     | Toni Eggert/Sascha Benecken     | BRC 05 Friedrichroda/RT Suhl                | 42,070 s 42,000 s | +0,534 s     |
| 3     | Ronny Pietrasik/Christian Weise | SSV Altenberg/WSC Erzgebirge Oberwiesenthal | 42,081 s 42,017 s | +0,562 s     |
| 4     | Robin Geueke/David Gamm         | SC Fredeburg/BSC Winterberg                 | 42,365 s 42,350 s | +1,179 s     |
| 5     | Daniel Rothamel/Chris Rohmeiß   | RRC Zella-Mehlis                            | 42,458 s 42,506 s | +1,428 s     |
| 6     | Tim Brendel/Florian Funk        | RC Berchtesgaden/BC Bad Feilnbach           | 42,454 s 42,820 s | +1,738 s     |
| 7     | Julius Löffler/Andreas Wolf     | SSV Altenberg                               | 42,781 s 43,131 s | +2,376 s     |
| 8     | Nico Grüßner/Toni Förtsch       | RRC Waltershausen/RRV Sonneberg             | 42,738 s 43,469 s | +2,671 s     |

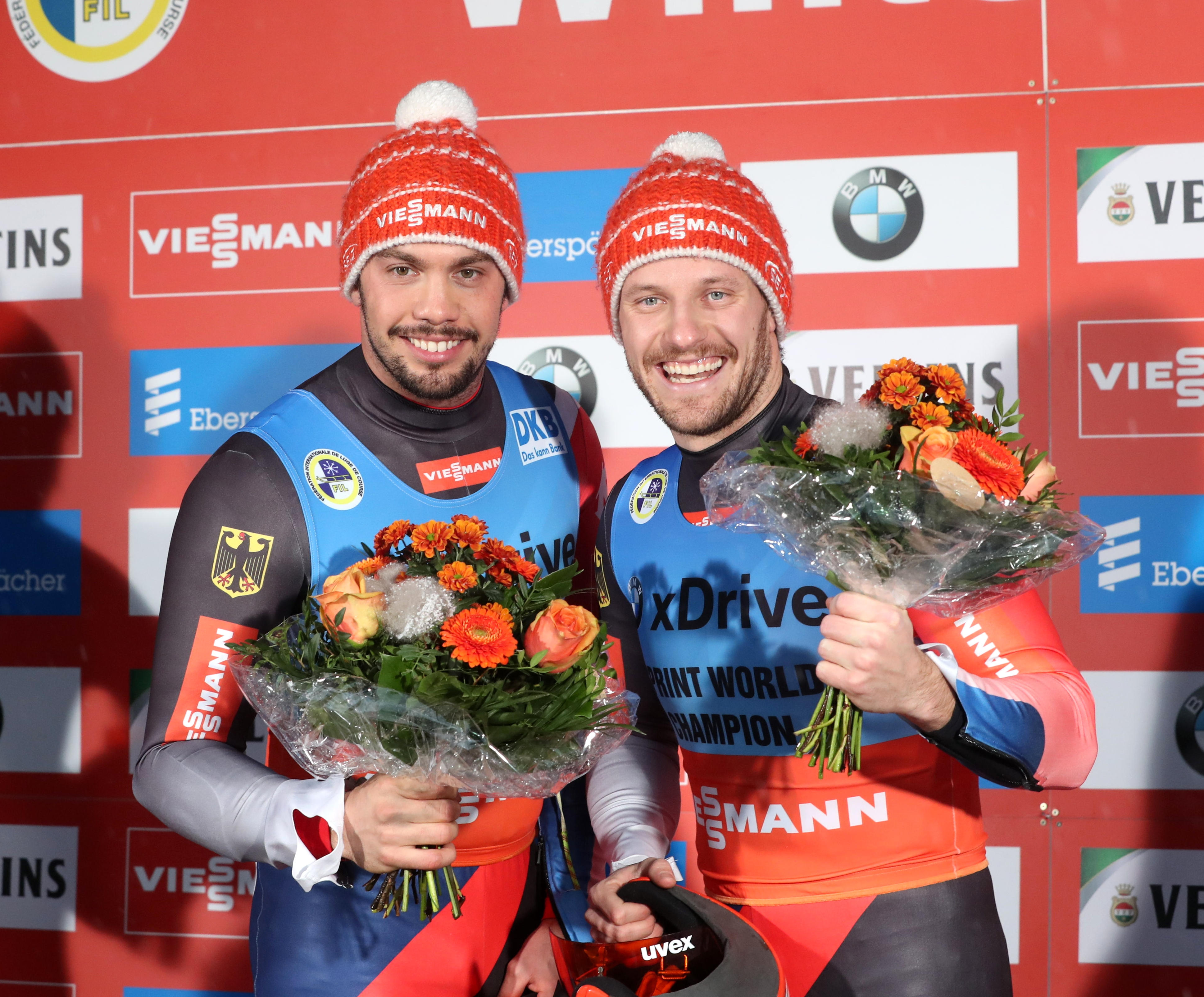
Tobias Wendl und Tobias Arlt, Deutsche Meister

Den Sieg sicherten sich die Weltcupgesamtsieger der Saison 2010/11 Tobias Wendl und Tobias Arlt mit einem Vorsprung von mehr als einer halben Sekunde vor Toni Eggert und Sascha Benecken, die in beiden Läufen klar unterlegen waren. Ronny Pietrasik und Christian Weise sicherten sich bei ihren letzten deutschen Meisterschaften auf ihrer Heimbahn die Bronzemedaille vor Robin Geueke und David Gamm, die erstmals bei nationalen Meisterschaften der Elite antraten. Daniel Rothamel und Chris Rohmeiß, Julius Löffler und Andreas Wolf sowie Nico Grüßner und Toni Förtsch folgten auf den weiteren Rängen.

### Staffelwettbewerb
| Platz | Sportlerin                                                   | Verein                                                                | Laufzeiten                 | Zeit         |
| ----- | ------------------------------------------------------------ | --------------------------------------------------------------------- | -------------------------- | ------------ |
| 1     | Natalie Geisenberger Felix Loch Tobias Wendl/Tobias Arlt     | ASV Miesbach WSV Königssee RC Berchtesgaden/WSV Königssee             | 47,149 s 48,516 s 48,284 s | 2:23,949 min |
| 2     | Tatjana Hüfner David Möller Toni Eggert/Sascha Benecken      | BRC 05 Friedrichroda RRV Sonneberg BRC Ilsenburg/RT Suhl              | 46,791 s 48,372 s 48,832 s | +0,046 s     |
| 3     | Anke Wischnewski Ralf Palik Ronny Pietrasik/Christian Weise  | WSC Erzgebirge Oberwiesenthal SSV Altenberg                           | 47,267 s 48,505 s 49,128 s | +0,951 s     |
| 4     | Dajana Eitberger Jan Eichhorn Daniel Rothamel/Chris Rohmeiß  | RC Ilmenau RRC Zella-Mehlis                                           | 47,541 s 48,330 s 49,374 s | +1,296 s     |
| 5     | Corinna Martini Christian Paffe Robin Geueke/David Gamm      | BSC Winterberg BRC Hallenberg SC Fredeburg/BSC Winterberg             | 47,547 s 49,222 s 49,026 s | +1,846 s     |
| 6     | Anne Pietrasik Chris Eißler Julius Löffler/Andreas Wolf      | SSC Altenberg ESV Lok Zwickau SSV Altenberg                           | 47,578 s 49,137 s 49,261 s | +2,027 s     |
| 7     | Carina Schwab Julian von Schleinitz Tim Brendel/Florian Funk | RC Berchtesgaden WSV Königssee RC Berchtesgaden/BC Bad Feilnbach      | 57,518 s 49,068 s 49,752 s | +2,389 s     |
| DNF   | Nathalie Burkhardt Andi Langenhan Nico Grüßner/Toni Förtsch  | BRC 05 Friedrichroda RRC Zella-Mehlis RRC Waltershausen/RRV Sonneberg | DSQ DNS                    |              |

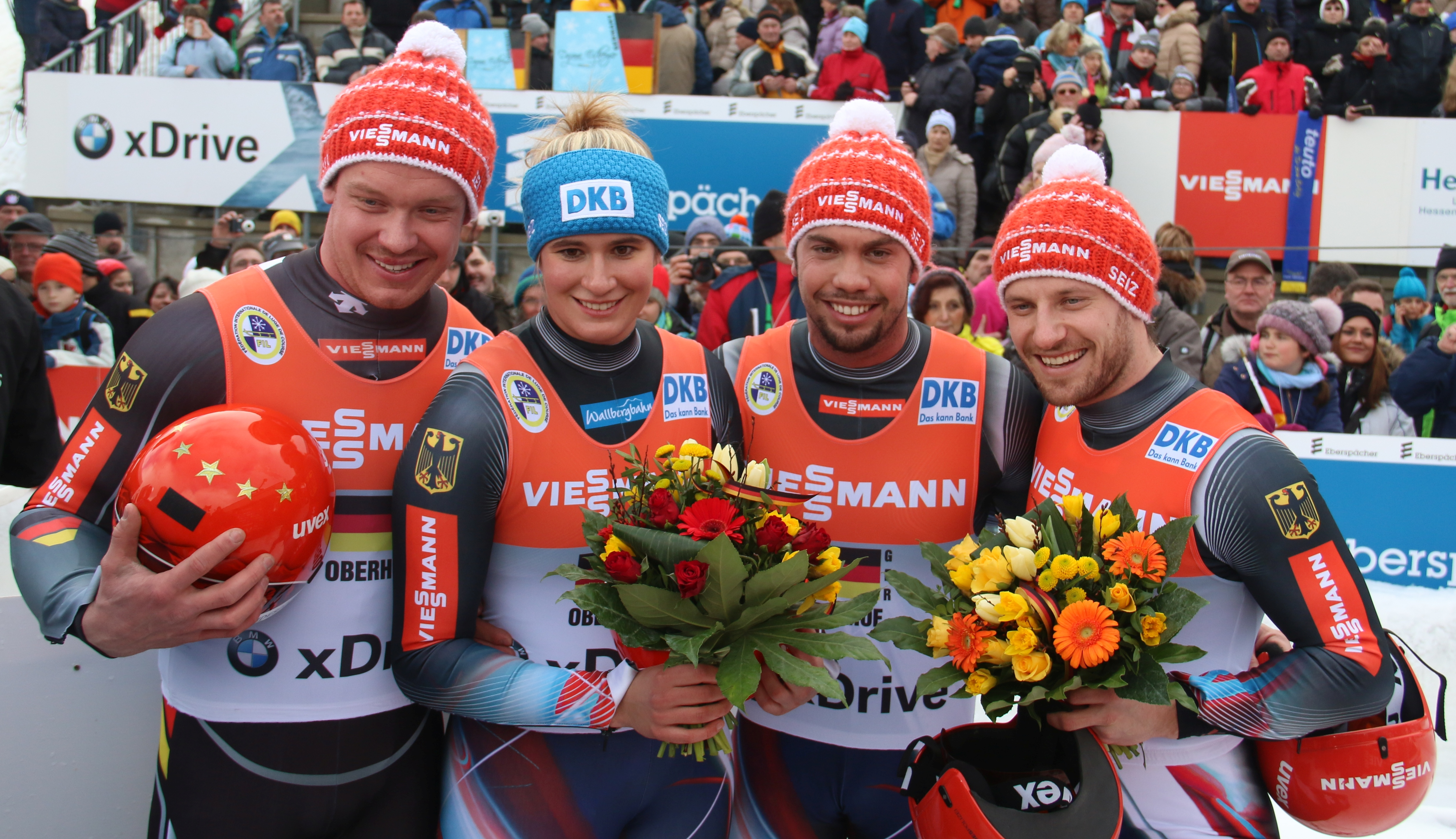
Felix Loch, Natalie Geisenberger, Tobias Wendl und Tobias Arlt (von links nach rechts), Deutsche Meister im Staffelwettbewerb

Erstmals wurde bei den Deutschen Meisterschaften ein Staffelwettbewerb ausgetragen. Er diente auch als Testlauf für die erstmalige Austragung dieses Wettbewerbs bei den Rennrodel-Weltmeisterschaften 2012 auf der Altenberger Bahn im Kohlgrund, wo der Staffelwettbewerb den bis 2011 gängigen Teamwettbewerb ersetzte. Die Zusammensetzung der Staffeln wurde von den Trainern der deutschen Rennrodelnationalmannschaft bestimmt und erfolgten entlang der Trainingsgruppen. Den Titel im Staffelwettbewerb sicherte sich die „Trainingsgruppe Sonnenschein“ um Natalie Geisenberger, Felix Loch, Tobias Wendl und Tobias Arlt vor dem Thüringer Team um Tatjana Hüfner, David Möller, Toni Eggert und Sascha Benecken – die einen Rückstand von rund 5 Hundertsteln hatten. Auf den Bronzerang fuhr die sächsische Staffel mit Anke Wischnewski, Ralf Palik, Ronny Pietrasik und Christian Weise – deren Rückstand 95 Hundertel betrug. Die zweite Thüringer Staffel mit Dajana Eitberger, Jan Eichhorn, Daniel Rothamel und Chris Rohmeiß wurden trotz Laufbestzeit von Eichhorn nur Vierte, vor dem Winterberger Quartett Corinna Martini, Christian Paffe, Robin Geueke und David Gamm sowie dem zweiten sächsischen Team  Anne Pietrasik, Chris Eißler, Julius Löffler und Andreas Wolf. Das zweite bayerische Team um Carina Schwab, Julian von Schleinitz, Tim Brendel und Florian Funk erreichte Rang 7, Team Thüringen 3 erreichte aufgrund der Disqualifikation von Nathalie Burkhardt, die das Touchpad zur Staffelstabübergabe verpasste, das Ziel nicht; Andi Langenhan sowie Nico Grüßner und Toni Förtsch konnten nicht starten.